# Landtagswahl in Bayern 1970
- SPD: 70
- FDP: 10
- CSU: 124

- Regierung: 124
- Opposition: 80

Die Wahl zum 7. Bayerischen Landtag fand am 22. November 1970 statt.
Die Wahlbeteiligung lag bei 79,5 %.

## Ausgangspunkt
Es galt eine Zehn-Prozent-Sperrklausel auf Ebene der Bezirke, d. h., eine Partei musste in mindestens einem der Bezirke zehn Prozent der gültigen Stimmen erreichen, um in den Landtag einzuziehen.

## Ergebnis
Dies war die erste Landtagswahl seit 1946, in der die CSU mehr als 50 Prozent der Wählerstimmen erhielt. Auch in den folgenden acht Landtagswahlen von 1974 bis 2003 gelang ihr dies.
Der SPD-Fraktionsvorsitzende Volkmar Gabert scheiterte bei dieser Wahl zum dritten Mal bei dem Ziel, Ministerpräsident Alfons Goppel abzulösen.
| Partei | Erst- stimmen | Zweit- stimmen | Summe     | Summe in Prozent | Sitze |
| ------ | ------------- | -------------- | --------- | ---------------- | ----- |
| CSU    | 3.205.170     | 3.139.429      | 6.344.599 | 56,43 %          | 124   |
| SPD    | 1.929.358     | 1.813.402      | 3.742.760 | 33,29 %          | 70    |
| FDP    | 297.847       | 326.713        | 624.560   | 5,56 %           | 10    |
| NPD    | 167.801       | 157.845        | 325.646   | 2,90 %           | –     |
| BP     | 79.675        | 67.706         | 147.381   | 1,31 %           | –     |
| DKP    | 16.343        | 23.912         | 40.255    | 0,36 %           | –     |
| EFP    | 8.372         | 9.534          | 17.906    | 0,16 %           | –     |

Nach der Wahl bildete die CSU eine Alleinregierung unter der Führung von Alfons Goppel (Kabinett Goppel III).